# 双碑駅
双碑駅（そうひ-えき）は、中華人民共和国重慶市沙坪ハ区に位置する重慶軌道交通1号線の駅。駅番号は119

## 歴史
- 2012年12月20日 開業

## 駅構造

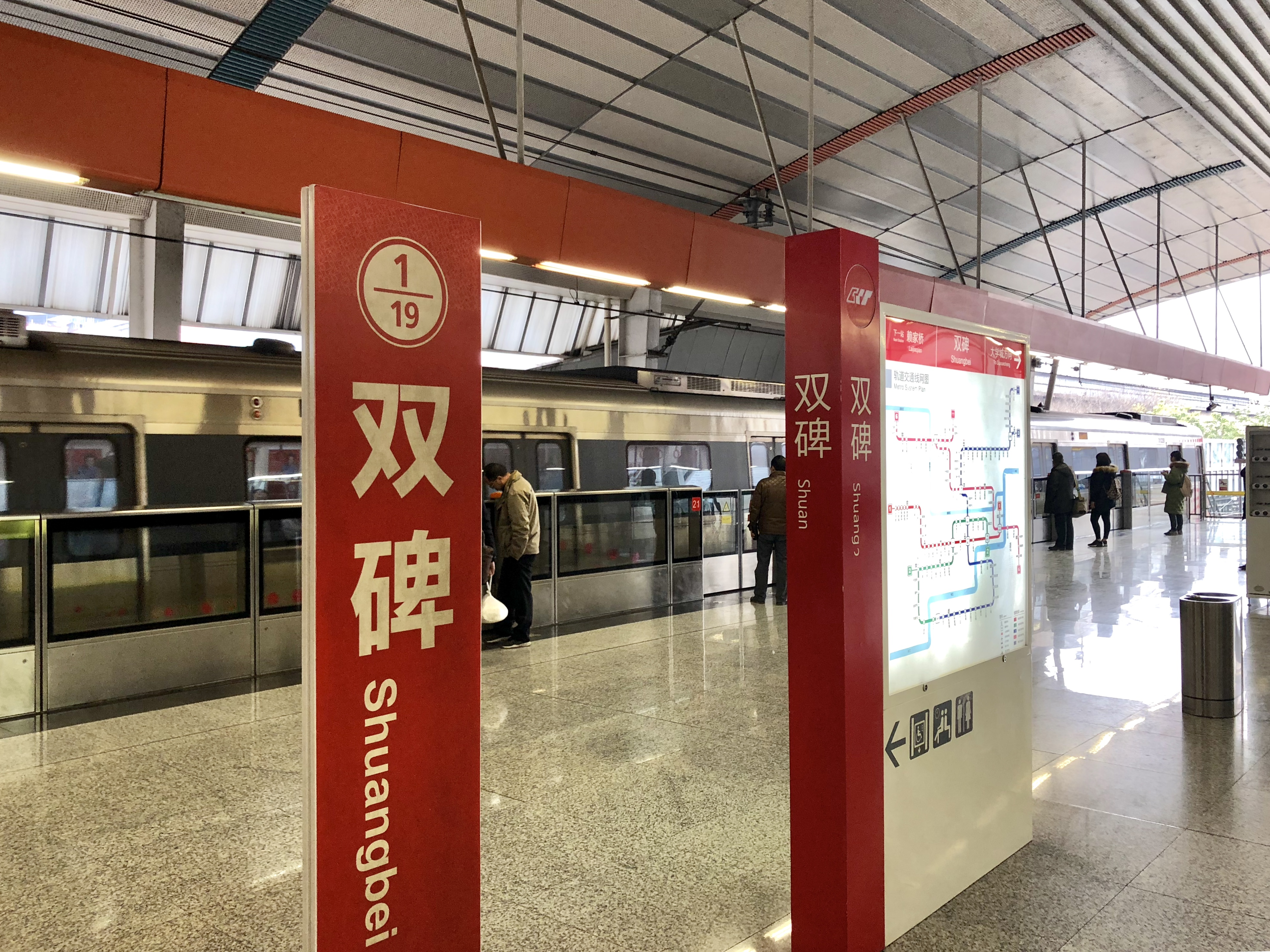
駅名標

島式1面2線の駅である
壁山駅寄りに留置線が2線ある
| 至朝天門 | ←      | 上り | ← |        |
|          | ホーム |      |   |        |
|          | →      | 下り | → | 至璧山 |

- 駅名標